# サートゥ地域
サートゥ地域（英語：Sahtu Region）は、ノースウエスト準州の地方行政区の1つ。ノースウエスト準州の中央部にあり、5つのコミュニティーから成る。行政区役所はノーマンウェルズにおかれている。ノーマンウェルズを除き、サートゥ地域のコミュニティーはファースト・ネーションで占められている。

## コミュニティー
サートゥ地域のコミュニティーは町が1つ、ハムレットが1つ、認可コミュニティー（Chartered Community）が2つ、居住共同体（Settlement Corporation）が1つある。
| コミュニティー名     | ローマ字表記   | 先住民呼称と意訳                      | 行政形態                              | 人口（2021年） | 2016年からの増減率 | 位置                                                                |
| コルビルレイク       | Colville Lake  | K'áhbamñtúé; ライチョウの巣がある場所 | 居住共同体 (Behdzi Ahda First Nation) | 129人          | 0%                 | 北緯67度02分18秒 西経126度05分32秒 / 北緯67.03833度 西経126.09222度 |
| デリネ               | Deline         | 水の流れるところ                      | 認可コミュニティー                    | 573人          | 7.5%               | 北緯65度11分12秒 西経123度25分18秒 / 北緯65.18667度 西経123.42167度 |
| フォートグッドホープ | Fort Good Hope | Rádeyîlîkóé; 急流のところ             | 認可コミュニティー                    | 507人          | -1.7%              | 北緯66度15分31秒 西経128度37分43秒 / 北緯66.25861度 西経128.62861度 |
| ノーマンウェルズ     | Norman Wells   | Tåegõhtî; 油のあるところ              | 町                                    | 726人          | -6.7%              | 北緯65度16分59秒 西経126度50分58秒 / 北緯65.28306度 西経126.84944度 |
| トゥリータ           | Tulita         | 水が出会うところ                      | ハムレット                            | 470人          | -1.4%              | 北緯64度54分01秒 西経125度34分39秒 / 北緯64.90028度 西経125.57750度 |